# 密特羅德Prime 3 墮落
《银河战士Prime 3 堕落》是Retro工作室開發、任天堂发行的第一人称动作冒险游戏，对应Wii游戏机。该作是银河战士系列第七款主要游戏暨银河战士Prime子系列第三款遊戲。遊戲歐美版2007年發行，日本版次年發行。